# Imrényi Tibor
Imrényi Tibor (Budapest, 1945. április 7. – ) ortodox pap, teológus és vallástudós, egyházi író.

## Élete
1963-ban érettségizett a budapesti Vörösmarty Mihály Gimnáziumban. 1969-ben az Eötvös Loránd Tudományegyetem olasz–spanyol nyelv és irodalom szakon tanári diplomát szerzett, 1977-ben pedig a Szentpétervári Teológiai Akadémián ortodox teológiai diplomát („kandidátus / licenciátus”).
1984-ben az Eperjesi Ortodox Teológiai Fakultás ortodox teológiai doktora címet, 1992-ben pedig az Magyar Tudományos Akadémia vallástudományi PhD-t ítélt meg neki. 
Diakónussá Szergijev Poszadban szentelték 1969. július 18-án, majd utána pappá Liszij Noszban július 27-én.
Tanulmányaival párhuzamosan papként is működött, így 1969 és 1980 között a szentesi Szent Miklós templom parochusaként és megbízott szegedi lelkészként, 1980-tól: Szegedi Szent György Nagyvértanú Templom parochusaként. 2001-től megbízott szentesi lelkészként ismét. 1990-től az Magyar Televíziónál ortodox egyházi műsorok szerkesztését is vállalta. 2003-tól az Odigitria Kiadó (Budai Szerb Ortodox Egyházmegye) főszerkesztője, 2015-től pedig Magyar Biblia Tanács kuratóriumi tagja.